# Boualem Sansal

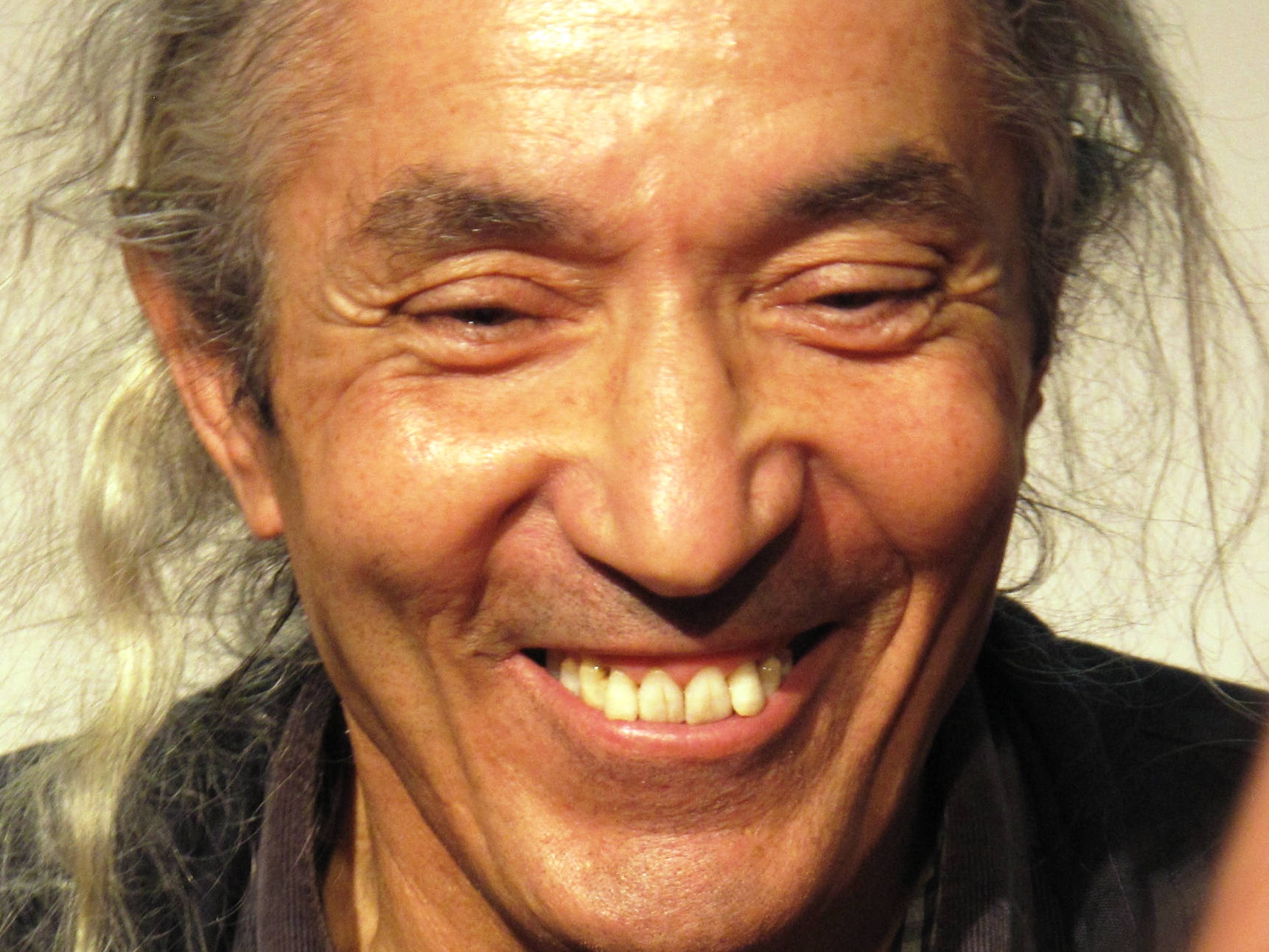
Boualem Sansal

Boualem Sansal (n. 15 octombrie 1949, Theniet El Had, Franța) este un scriitor franco-algerian.

## Biografie
Sansal absolvă secția umanistică de gimnaziu cu predarea limbilor latină și greacă veche.
În anii 1970 studiază științele economice.
Din anul 1992 îndeplinește funcții înalte de stat în Ministerul pentru Industrie din Algeria.
Între anii 1992 și 1994 publică două cărți cu profil tehnic.
Din anul 1999 apare în Paris primul său roman "Le serment des barbares" (Jurământul barbarilor) în care critică procesul de islamizare din Algeria și pentru care i se vor decerna premiile "Prix Tropiques" și "Prix du Premier Roman".
A scris și alte romane ca și "Journal intime et politique, Algérie 40 ans aprè", care vor fi traduse și în limba germană. După aceste publicații Sansal își pierde serviciul din minister.
Operele lui Sansal au în general un caracter istoric.
Sansal trăiește în prezent cu soția sa în Boumerdès lângă Alger.

## Opera
- Lettre d’amitié, de respect et de mise en garde aux peuples et aux nations de la terre, Gallimard 2021.
- Le village de l'allemand ou Le journal des frères Schiller, Gallimard 2008.
- Petit éloge de la mémoire, Gallimard 2007.
- Poste restante : Alger : Lettre de colère et d'espoir à mes compatriotes. Paris 2006. * Harraga, Roman. Paris 2005.
- Dis-moi le paradis. Roman. Paris. Deutsch: Povestește-mi despre paradis. 2004. ISBN 978-3-87536-245-9
- Journal intime et politique, Algérie 40 ans après (Jurnal personal, 40 de ani în Algeria), împreună cu Maïssa Bey, Mohamed Kacimi, Nourredine Saadi, Leïla Sebbar. Gallimard 2003.
- L‘enfant fou de l‘arbre creux, Roman, Paris.(2003 premiat cu Michel-Dard)
- Le serment des barbares, Roman, Paris 1999.